# Belle Angevine
Belle Angevine (Pyrus communis 'Belle Angevine') je ovocný strom, kultivar druhu hrušeň obecná z čeledi růžovitých. Plody jsou spíše okrasné. Dozrávají v únoru až březnu.

## Plod
Plod je kuželovitý, velký až velmi velký (600 až 1000g). Slupka hladká, světlezeleně, později žlutě na osluněné straně červeně zbarvená. Dužnina je tuhá, bílá, přijatelné chuti. Slouží k přípravě pokrmů a zpracování.